# Stylogyne turbacensis
Stylogyne turbacensis là một loài thực vật có hoa trong họ Anh thảo. Loài này được (Kunth) Mez miêu tả khoa học đầu tiên năm 1902.